# Irkineeva
La Irkineeva (in russo Иркине́ева?; anche conosciuta come Irkaneeva) è un fiume della Russia siberiana orientale, affluente di destra dell'Angara. Scorre nel Territorio di Krasnojarsk.
Nasce e scorre nell'altopiano dell'Angara (all'estremità meridionale dell'altopiano della Siberia centrale). Scorrendo con direzione mediamente sud-occidentale sfocia nell'Angara a 265 km dalla foce. Il fiume ha una lunghezza di 363 km e il suo bacino è di 13 600 km². La portata media annua di acqua a 82 km dalla foce è di 43 m³/s. Come tutti i fiumi del bacino, è gelato per lunghi periodi ogni anno (da ottobre a maggio, mediamente).